# Gordon Lightfoot
Gordon Meredith Lightfoot, Jr. (født 17. november 1938 i Orillia, død 1. maj 2023) var en canadisk sanger og sangskriver, som opnåede international succes indenfor folk, country og populær musik. Han krediteres for at have hjulpet med at definere folkpop-lyden i 1960'erne og 1970'erne.
Han blev kendt i 1960'erne med kompositioner som fx "For Lovin' Me" (1964) og "Early Mornin' Rain" (1964), der begge er indspillet af Elvis Presley. Han kom på de internationale hitlister i 1970'erne med sange som "If You Could Read My Mind" (1970), "Sundown" (1974), "Carefree Highway" (1974), "Rainy Day People" (1975), og "The Wreck of the Edmund Fitzgerald" (1976).

## Diskografi
- Lightfoot! (1966)
- The Way I Feel (1967)
- Did She Mention My Name? (1968)
- Back Here on Earth (1968)
- Sit Down Young Stranger (aka If You Could Read My Mind) (1970)
- Summer Side of Life (1971)
- Don Quixote (1972)
- Old Dan's Records (1972)
- Sundown (1974)
- Cold on the Shoulder (1975)
- Summertime Dream (1976)
- Endless Wire (1978)
- Dream Street Rose (1980)
- Shadows (1982)
- Salute (1983)
- East of Midnight (1986)
- Waiting for You (1993)
- A Painter Passing Through (1998)
- Harmony (2004)
- Solo (2020)